# 吉原公一郎
吉原 公一郎（よしはら こういちろう、1928年6月22日 - 2021年8月6日 ）は、日本のジャーナリスト。本名は泛（ひろし）。

## 来歴

『小説日本列島』は熊井啓監督により『日本列島』のタイトルで映画化された（1965年）。

福島県出身。1951年早稲田大学文学部仏文科中退。原水爆禁止世界大会事務局、自由国民社、映画タイムズ勤務を経てフリーになる。
週刊誌のデスクをしていた1960年、内閣総理大臣官房調査室（現・内閣情報調査室）の元職員から内部資料を受け取った。吉原はこの資料をもとに、内閣調査室が引揚者から中国の情報を収集しているという記事を書いた。資料は記事の発表前に社会党衆議院議員の飛鳥田一雄に渡され、飛鳥田は同年4月15日、日米安全保障条約等特別委員会で政府を追及し、論客として一躍注目を集めることになった。これを契機に吉原は雑誌論文「内閣調査室を調査する」を発表。続いて1963年、内閣調査室やキャノン機関を連想させる組織を描いた『小説日本列島』を出版した。これが日活の映画プロデューサーの大塚和の目にとまり、熊井啓監督によって『日本列島』として映画化された。
多数のルポルタージュを発表し、「世田谷・九条の会」呼びかけ人を務めた。
2021年8月6日心不全により死去、93歳没。

## 著書
- 『松川事件の真犯人 ジョージ・クレーと九人の男』三一新書 1962 のち祥伝社文庫
- 『小説日本列島』三一新書 1963
- 『赤坂桧町三番地』三一新書　1964
- 『小説第三次世界大戦』三一新書　1966
- 『第七艦隊』三一新書　1967
- 『70年安保と日本の軍事力』日本評論社 1969
- 『'70年代治安対策の実態』三一書房 1970
- 『熱鬧』三一書房 1970
- 『にほん動物会議 経済王国イソップばなし』波書房 1970
- 『自衛隊の肖像』波書房 1971
- 『沖繩民衆運動の伝統』福村出版 1973
- 『戦後「日本軍」の論理』現代史資料センター出版会 1973
- 『吉村公一郎ドキュメントシリーズ』三省堂

2　黒い翼 1976
3　腐蝕の系譜 1976
4　危険な構図 1976
5　黒い軍隊 1976
- 『謀略の構図』ダイヤモンド社 1977
- 『もう一つの歴史』東邦出版社 1978
- 『謀略列島 内閣調査室の実像』新日本出版社 1978
- 『見えざる手 陰謀者の論理と軌跡』二月社 1979
- 『謀殺 島田常務怪死事件』ダイヤモンド社 1979
- 『世紀への黙示録』ダイヤモンド社 1980
- 『日本の兵器産業』ダイヤモンド社 1982 のち現代教養文庫
- 『墜落 日航機羽田沖墜落事故の真相』大和書房 1982
- 『日米同盟への陰謀 続・謀略列島』新日本出版社 1982
- 『擬装殺人 中川一郎怪死事件の真相』現代書林 1983
- 『抹殺 笠原運転手怪死事件』現代書林 1983
- 『危機を演出する人々』青木書店 1984
- 『アア地球がこわれる』オリジン出版センター 1985
- 『ジャンボ墜落 unable to control!』人間の科学社 1985
- 『新装普及版･ジャンボ墜落　人間の科学叢書⑥』人間の科学社　2004年5月15日刊　ISBN 4-8226-0235-4 CD336
- 『いま飛行機は安全か』三省堂 1985
- 『黒幕・疑惑の死 ロッキードから豊田商事事件まで』東京法経学院出版 1986
- 『日本航空「会長室」伊藤淳二の決断』ダイヤモンド社 1986
- 『日本航空-迷走から崩壊へ』人間の科学社 1987
- 『破断 小説原発事故』社会思想社 (現代教養文庫)　1988　ISBN 4-390-11273-2 CO193
- 『黒い星雲』あけび書房 1992
- 『追跡列車妨害事件 松川事件から新幹線列車妨害事件を考える』梁山房 1994
- 『安全性の死角 JR東海と新幹線』風濤社 1995
- 『技術と知識の喪失 状況 原発・JR・日航』ルック 2003

## 共編著
- 沖縄 本土復帰の幻想 1968 (三一新書)
- 日米安保条約体制史 国会論議と関係資料 1-4 久保綾三共編 三省堂 1970-1971 (日本現代史資料)
- 買占め黒書 猪野健治、藤田貞夫共著 日新報道 1973
- 戦後教育の原典 1-3 伊ケ崎暁生共編 現代史出版会 1975
- 『週刊文春』と内閣調査室 御用ジャーナリズムの体質と背景 晩声社 1977.12
- 今日の子どもと教育のゆくえ 現代非行と教科書問題 丸木政臣共著 労働旬報社 1982.4